# Ferrovia Genova–Casella
| Triebwagen A5 und A10 bei Cappuccio |                     |                         |                         |
| Streckenlänge: | 24,318 km           |                         |                         |
| Spurweite: | 1000 mm (Meterspur) |                         |                         |
| Stromsystem: | 3000 V =            |                         |                         |
| Maximale Neigung: | 45 ‰                |                         |                         |
| Minimaler Radius: | 60 m                |                         |                         |
| Streckengeschwindigkeit: | 30 km/h             |                         |                         |
| |                     |                         |                         |
| \| \| 0,00 \| Genua Piazza Manin \| 93 m s.l.m. \| \| \| 3,00 \| San Pantaleo \| San Pantaleo \| \| \| 3,50 \| Sant’Antonino \| Sant’Antonino \| \| \| 5,00 \| Cappuccio \| Cappuccio \| \| \| 5,50 \| Poggino \| Poggino \| \| \| 10,00 \| Trensasco \| 370 m s.l.m. \| \| \| \| \| \| \| \| 10,50 \| Campi \| Campi \| \| \| 11,00 \| Pino \| Pino \| \| \| 11,50 \| Torrazza \| Torrazza \| \| \| 13,00 \| Sardorella \| Sardorella \| \| \| \| Sardorella \| \| \| \| 15,00 \| Vicomorasso \| Vicomorasso \| \| \| 16,00 \| Sant’Olcese Kirche \| Sant’Olcese Kirche \| \| \| \| \| \| \| \| 17,00 \| Sant’Olcese Tullo \| Sant’Olcese Tullo \| \| \| 19,00 \| Busalletta \| Busalletta \| \| \| 20,00 \| Molinetti \| Molinetti \| \| \| 21,00 \| Niusci \| Niusci \| \| \| 21,50 \| Crocetta d’Orero \| 458 m s.l.m. \| \| \| 22,00 \| Canova/Crocetta d’Orero \| Canova/Crocetta d’Orero \| \| \| 24,00 \| Casella Depot \| Casella Depot \| \| \| \| Scrivia \| \| \| \| 25,00 \| Casella \| 410 m s.l.m. \| |                     |                         |                         |
| Kopfbahnhof Streckenanfang | 0,00                | Genua Piazza Manin      | 93 m s.l.m.             |
| Haltepunkt / Haltestelle | 3,00                | San Pantaleo            | San Pantaleo            |
| Haltepunkt / Haltestelle | 3,50                | Sant’Antonino           | Sant’Antonino           |
| Haltepunkt / Haltestelle | 5,00                | Cappuccio               | Cappuccio               |
| ehemaliger Haltepunkt / Haltestelle | 5,50                | Poggino                 | Poggino                 |
| Haltepunkt / Haltestelle | 10,00               | Trensasco               | 370 m s.l.m.            |
| Tunnel |                     |                         |                         |
| Haltepunkt / Haltestelle | 10,50               | Campi                   | Campi                   |
| Haltepunkt / Haltestelle | 11,00               | Pino                    | Pino                    |
| Haltepunkt / Haltestelle | 11,50               | Torrazza                | Torrazza                |
| Haltepunkt / Haltestelle | 13,00               | Sardorella              | Sardorella              |
| Brücke über Wasserlauf |                     | Sardorella              | Sardorella              |
| Haltepunkt / Haltestelle | 15,00               | Vicomorasso             | Vicomorasso             |
| Haltepunkt / Haltestelle | 16,00               | Sant’Olcese Kirche      | Sant’Olcese Kirche      |
| Tunnel |                     |                         |                         |
| Haltepunkt / Haltestelle | 17,00               | Sant’Olcese Tullo       | Sant’Olcese Tullo       |
| Haltepunkt / Haltestelle | 19,00               | Busalletta              | Busalletta              |
| Haltepunkt / Haltestelle | 20,00               | Molinetti               | Molinetti               |
| Haltepunkt / Haltestelle | 21,00               | Niusci                  | Niusci                  |
| ehemaliger Haltepunkt / Haltestelle | 21,50               | Crocetta d’Orero        | 458 m s.l.m.            |
| Haltepunkt / Haltestelle | 22,00               | Canova/Crocetta d’Orero | Canova/Crocetta d’Orero |
| Spitzkehrbahnhof rechts | 24,00               | Casella Depot           | Casella Depot           |
| Brücke über Wasserlauf |                     | Scrivia                 | Scrivia                 |
| Kopfbahnhof Streckenende | 25,00               | Casella                 | 410 m s.l.m.            |

Die Ferrovia Genova–Casella (FGC) (italienisch für Eisenbahn Genua–Casella), auch bekannt als Ferrovia delle tre valli (Eisenbahn der drei Täler) und Trenino di Casella (Bähnchen von Casella), ist eine elektrisch betriebene meterspurige Privatbahn in Norditalien, welche die ligurische Hauptstadt Genua mit der im Apennin gelegenen Gemeinde Casella verbindet. Sie wurde im Jahre 1929 eröffnet und spielt auch heute noch eine wichtige Rolle als regionales Verkehrsmittel für das Hinterland von Genua. Betreibergesellschaft der vormals selbständigen FGC ist seit 16. April 2010 die Azienda Mobilità e Trasporti Genova S.p.A.

## Geschichte

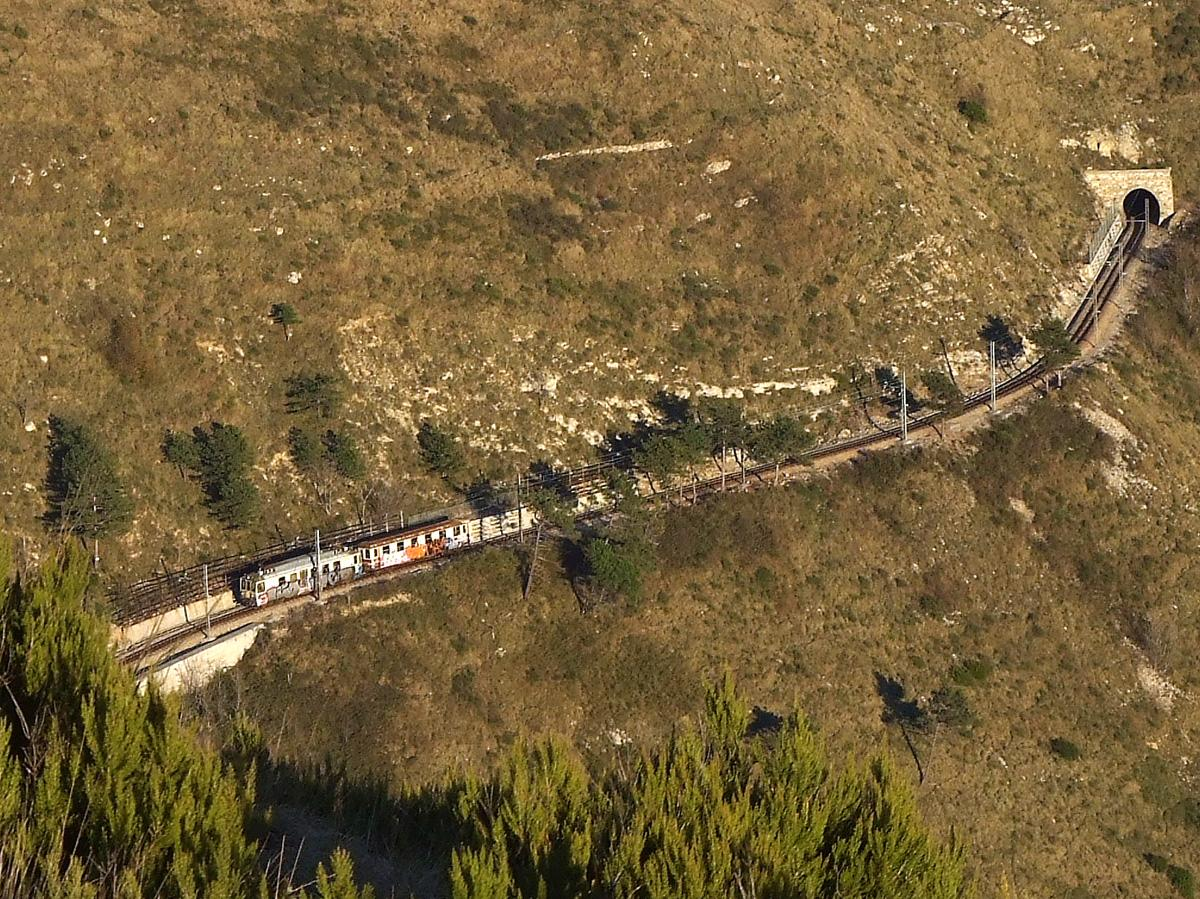
Zug in den Ligurischen Alpen

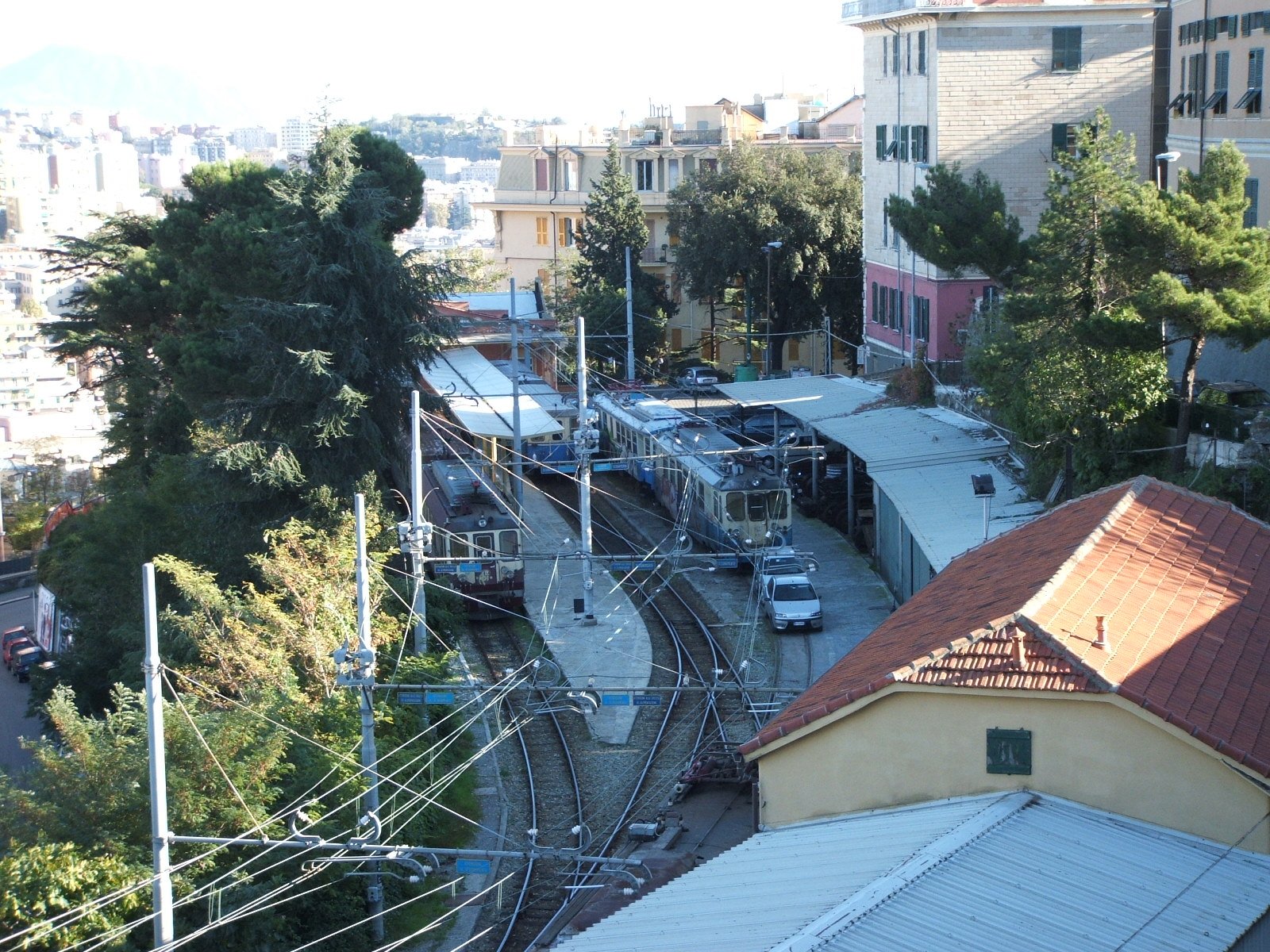
Bahnhof Genova Piazza Manin

Die Ferrovia Genova–Casella (FGC) entstand auf Initiative der Bevölkerung des Ligurischen Apennin im Landesinneren von Genua, um von der Anfang des 20. Jahrhunderts noch recht abgelegenen Gemeinde Casella die Verbindungen mit einem brauchbaren und zuverlässigen Verkehrsmittel zu verbessern und den lange gewünschten Anschluss an die Regionalhauptstadt herzustellen. Der erste Spatenstich zum Bau der Bahn fand am 26. Juni 1921 statt, die feierliche Eröffnung erfolgte im Jahre 1929. Im Laufe der Zeit übernahm die FGC häufig gebrauchtes Rollmaterial von anderen eingestellten Meterspurbahnen in Italien und zum Teil auch aus dem Ausland.
Die Spurweite der elektrisch betriebenen Eisenbahn beträgt 1000 mm, was eine Ausnahme darstellte, da die seit 1879 gesetzlich festgelegte Standard-Schmalspurweite im damaligen Königreich Italien eigentlich bei 950 mm lag (italienische Meterspur). Die exakte Meterspur fand sich dennoch nicht so selten in Norditalien, so waren unter anderem die Straßenbahn Genua (1878–1966) und drei der vier anderen (heute ebenfalls längst eingestellten) Straßenbahnen in Ligurien (Ventimiglia, Savona, Imperia) bis auf eine (La Spezia mit 1445 mm) in Meterspur gebaut worden.
Das verwendete Stromsystem für die eingleisige Strecke war anfangs 2400 Volt Gleichstrom, was später jedoch auf die Norm der Staatsbahn Ferrovie dello Stato (FS) von 3000 Volt Gleichstrom gebracht wurde. Aber ansonsten unterscheidet sich die FGC neben der Spurweite sowohl im Bezeichnungssystem der Triebfahrzeuge als auch von den Betriebsabläufen und Signaleinrichtungen erheblich von der gängigen Praxis bei der FS.
Die FGC gehört zu den wenigen konzessionierten Schmalspurbahnen in Italien, welche die zum Teil etwas planlose Stilllegungswelle der 1960er Jahre vor allem bei den Privatbahnen überstanden. Dies ist einerseits dem stets sehr guten Zustand der Bahn zuzuschreiben, aber auch dem Umstand geschuldet, dass es zwischen Genua und Casella nach wie vor an brauchbaren alternativen Verkehrswegen mangelt.

## Verlauf
Vom kleinen Bahnhof Piazza Manin am Rand des Zentrum von Genua führt die Schmalspurbahn direkt in den Ligurischen Apennin und durchquert auf ihrer 24,318 Kilometer langen Strecke die drei Täler Valbisagno, Valpolcevera und Valle Scrivia bis nach Casella. Sie berührt dabei marginal auch die Val Trebbia. Dabei durchfährt die Bahn auch insgesamt zwei Tunnel. Bei zwei Dritteln der Strecke liegt die Gemeinde Sant’Olcese und kurz vor dem Endpunkt wird das Depot in Casella erreicht.
Folgende Höhen werden erreicht: Der Ausgangsbahnhof Piazza Manin liegt auf einer Höhe von 93 Metern über Meeresniveau, nach neun Kilometern werden bei der Siedlung Trensasco 370 Meter erreicht und der Endbahnhof Casella liegt auf einer Höhe von 410 Meter. Der höchste Punkt der Bahnstrecke wird mit 458 Metern bei der Wasserscheide der Gemeinde Crocetta d’Orero erreicht. Die maximale Steigung auf der Strecke beträgt 45 ‰.
Täglich verkehren 11 Zugpaare auf der Strecke und befördern dabei jährlich circa 250.000 Fahrgäste. Die Dauer der einfachen Fahrt ist im Fahrplan mit 65 Minuten angegeben.

## Triebfahrzeuge

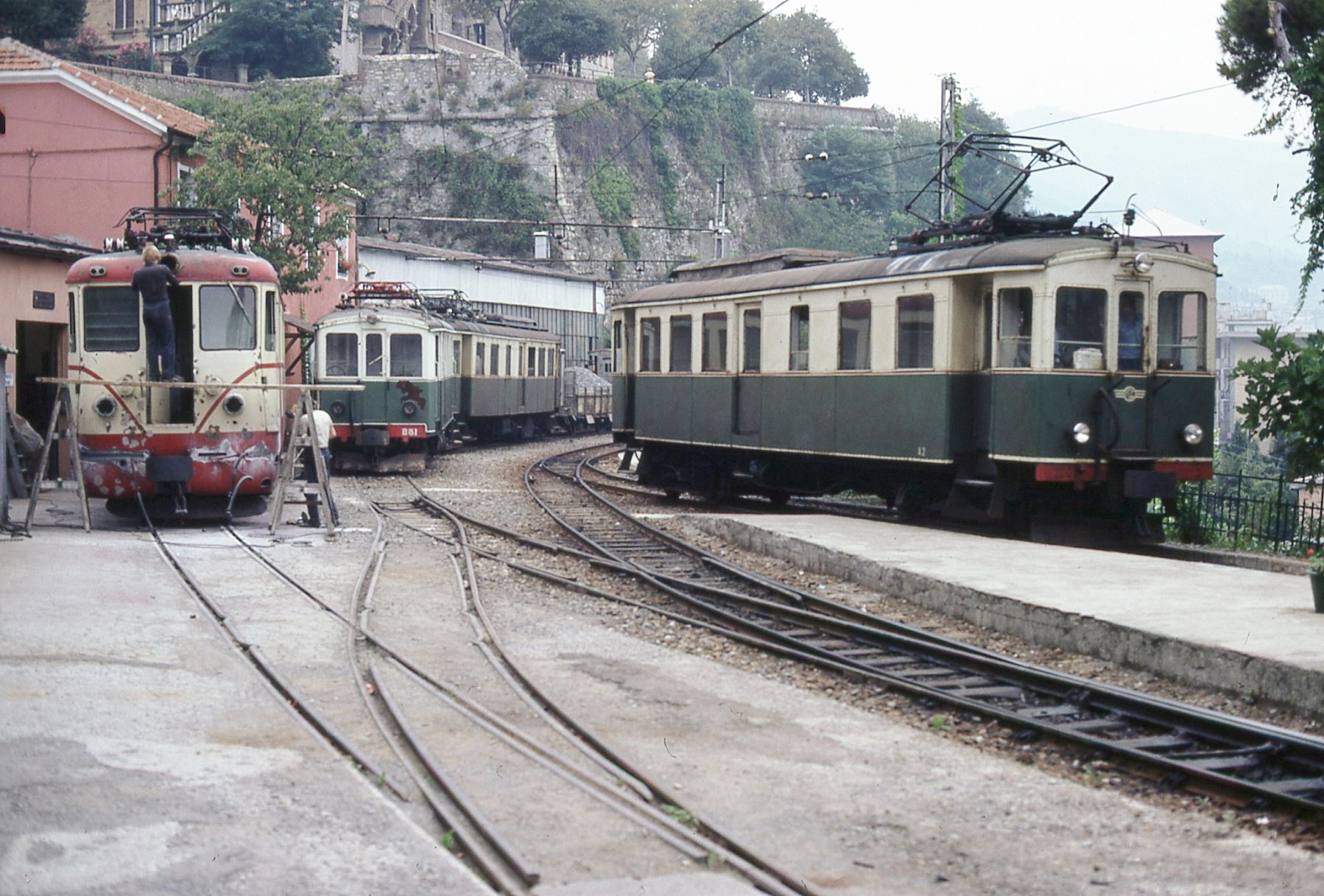
Altbaufahrzeuge (links EM A4-A7, Mitte B51, rechts EM A1-A3) in Genua Piazza Manin, 1980

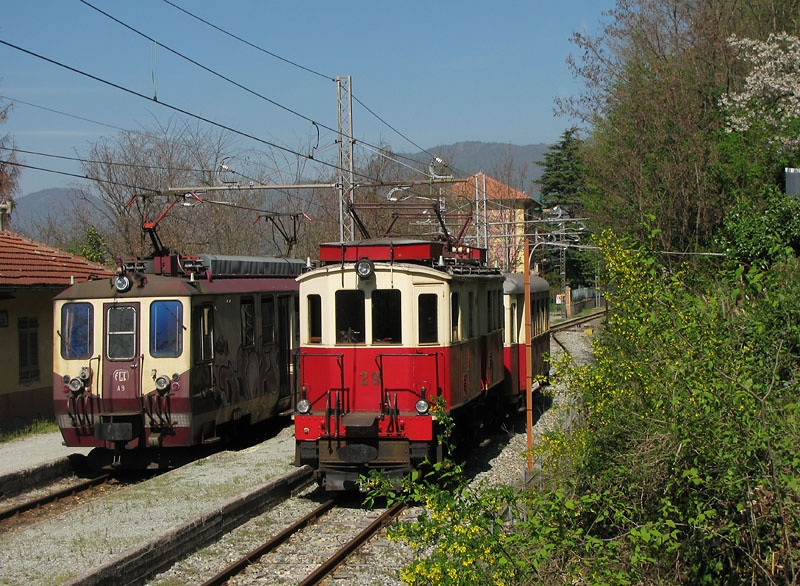
Triebwagen A9 und L29 in Torrazza, 2011

Die Triebfahrzeuge werden mit folgenden Kürzeln angegeben:
EM (Elektrotriebwagen)

L oder B (Elektrolokomotive)

D (Diesellokomotive)
- D1: Baujahr 1964, Herkunft: DB (ex 252 902)[2]
- L28-29: Baujahr 1924, Herkunft: Bahnstrecke Adria-Apennin (Ferrovia Sangritana) – Fahrzeuge umgespurt von 950 mm auf 1000 mm
- B51-B52: Baujahr 1929, Herkunft: Ferrovia della Val di Fiemme (Fleimstalbahn)
- EM A1-A3: Baujahr 1929, Herkunft: Ferrovia della Val di Fiemme
- EM A4-A7: Baujahr 1957, Herkunft: Ferrovia Spoleto–Norcia – Fahrzeuge umgespurt von 950 mm auf 1000 mm
- EM A8-A10: Baujahr 1993
- EM A11-A12: Baujahr 1998

## Besonderheiten
Es ist gegen Voranmeldung möglich, Triebwagen oder auch komplette Zugeinheiten – ob historisch oder aktuell – mitsamt Elektro- oder Diesel-Lokomotive zu privaten Anlässen wie z. B. Hochzeiten oder Fahrrad-Transport für kleine und/oder auch große Gruppen anzumieten.